# Eulalia quadricornis
Eulalia quadricornis är en ringmaskart som beskrevs av Örsted 1843. Eulalia quadricornis ingår i släktet Eulalia och familjen Phyllodocidae. Inga underarter finns listade i Catalogue of Life.